# فان جیه
فان جیه (انگلیسی: Fan Jie؛ زادهٔ ۲۵ اکتبر ۱۹۷۶) بازیکن زن هندبال اهل چین بود. وی در بازی‌های المپیک تابستانی ۲۰۰۴ شرکت کرده‌است.